# Lethus maya
Lethus maya is een rechtvleugelig insect uit de familie Episactidae. De wetenschappelijke naam van deze soort is voor het eerst geldig gepubliceerd in 1934 door Rehn & Rehn.